# Nacionalismo japonés

Bandera de la Marina del Ejército japonés, comúnmente asociada con el nacionalismo y el imperialismo en esta nación insular asiática.

El nacionalismo japonés (en japonés: 国粋主義, Hepburn: Kokusui shugi) es una forma de nacionalismo que afirma que los japoneses son una nación monolítica con una única cultura inmutable. Abarca una amplia gama de ideas y sentimientos albergados por el pueblo japonés durante los últimos dos siglos con respecto a su país natal, su naturaleza cultural, forma política y destino histórico. Es útil distinguir el nacionalismo cultural japonés (véase el nihonjinron) del nacionalismo político o dirigido por el Estado (véase el totalitarismo Shōwa), ya que muchas formas de nacionalismo cultural, como las asociadas con los estudios folclóricos (Yanagita Kunio), han sido hostiles al nacionalismo fomentado por el Estado.
En el Japón del período Meiji, la ideología nacionalista consistía en una mezcla de filosofías políticas nativas e importadas de Occidente, inicialmente desarrolladas por el gobierno Meiji para promover la unidad nacional y el patriotismo, primero para superar el feudalismo propio del período Edo y luego como defensa contra la colonización por parte de las potencias occidentales. El nacionalismo japonés evolucionó a lo largo de los períodos Taishō y Shōwa para justificar un gobierno cada vez más autoritario y un expansionismo colonial en el extranjero, proporcionando una base política e ideológica para las acciones del ejército japonés en los años previos a la Segunda Guerra Mundial.

## Nacimiento del nacionalismo
Los orígenes del nacionalismo japonés nacen en el Bakumatsu, los últimos años del shogunato Tokugawa. El miedo a una invasión extranjera tras la llegada del comodoro Matthew C. Perry a las costas japonesas en 1854 y la firma del Tratado de Kanagawa fue todo un shock para el Japón feudal. Algunos daimyō promovieron el concepto de fukko, un regreso al pasado y a la tradición, mientras que otros promovieron el ōsei, la autoridad suprema del Emperador. Los términos no eran mutuamente excluyentes, fusionándose con el concepto sonnō jōi (venerar al emperador, expulsar a los bárbaros), que a su vez fue una fuerza impulsora importante para iniciar la Restauración Meiji pese a la oposición del shogunato, que veía perder su poder.
La Constitución Meiji de 1889 definió la lealtad al Estado como el deber más alto del ciudadano. Si bien la constitución en sí contenía una mezcla de prácticas políticas occidentales e ideas políticas japonesas tradicionales, la filosofía del gobierno se centró cada vez más en promover la armonía social y un sentido de la singularidad del pueblo japonés (kokutai).

### El papel del sintoísmo y del emperador
Es imposible entender el nacionalismo japonés sin tener en cuenta el rol de la religión sintoísta y su estrecha relación con el emperador de Japón, considerado divino por la doctrina religiosa del shinto y sobre todo por el denominado Sintoísmo estatal, desarrollado a finales del siglo XIX.
Hasta el día de hoy, Japón ha tenido una única dinastía cuyos orígenes legendarios se remontan tan atrás como el propio Japón, que según la leyenda fue fundado en el 600 a. C., por el emperador Jinmu Tennō. Durante la época feudal, la figura del emperador había tenido un rol secundario, estando el veredero poder político en manos del shogun y no fue hasta la Restauración Meiji que la monarquía se hizo con el poder político real. Al desarrollar los conceptos modernos del sintoísmo estatal (国家神道, kokka shintō) y el culto al emperador, varios filósofos japoneses intentaron revivir o purificar las creencias nacionales (kokugaku) eliminando ideas extranjeras importadas, tomadas principalmente de la filosofía china. Este Movimiento Sintoísta de Restauración comenzó con Motoori Norinaga ya en el siglo XVIII. Motoori Norinaga, y más tarde Hirata Atsutane, basaron su investigación en el Kojiki y otros textos clásicos sintoístas que enseñan la superioridad de la Diosa del Sol Amaterasu. Esto formó la base del sintoísmo estatal, ya que el emperador japonés afirmó ser descendiente directo de Amaterasu. Por lo tanto, el emperador mismo era sagrado y todas las proclamaciones del emperador tenían un significado religioso.
Como símbolo de continuidad con el pasado, y teniendo los emperadores un carácter religioso dentro del sintoísmo, la nación japonesa se estructuraría bajo la figura del emperador.
Después de la Restauración Meiji, el nuevo gobierno imperial necesitaba modernizar rápidamente la política y la economía de Japón, y la oligarquía Meiji sintió que esos objetivos solo podían lograrse a través de un fuerte sentido de unidad nacional e identidad cultural, con el sintoísmo estatal como un contrapeso esencial al budismo importado del pasado, el cristianismo y otras filosofías occidentales del presente.

### El bushido

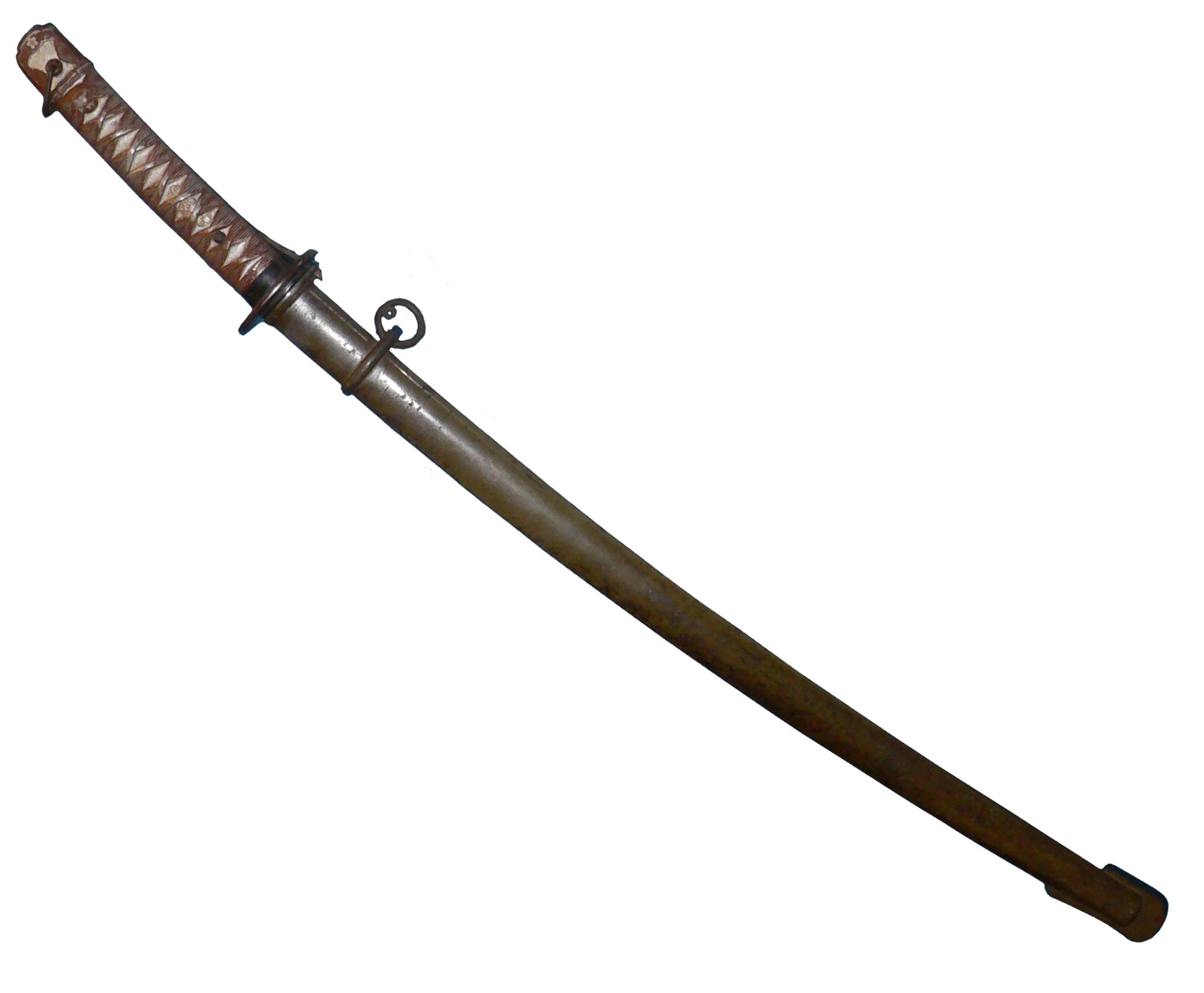
Katana del Ejército japonés utilizada en la Segunda Guerra Mundial.

Como un vestigio de su uso generalizado en la propaganda durante el siglo XIX, el nacionalismo militar en Japón a menudo se mezclaba con el concepto de bushidō (武士道 "el camino del guerrero"). La palabra, que denota un código coherente de creencias y doctrinas sobre el camino correcto del samurái rara vez se encuentra en textos japoneses anteriores a la era Meiji, cuando finalmente se publicaron los once volúmenes del Hagakure de Yamamoto Tsunetomo. El amplio uso de la tradición samurái en la propaganda y la filosofía militar japonesa contrasta con la occidentalización del Ejército Imperial Japonés y la desaparición del modelo feudal en pos de la centralización. 

#### Hachiman
En Japón, Hachiman es la deidad tradicionalmente asociada con la guerra y los militares le rendían culto. Las familias de soldados enviados al frente oraban en sus santuarios por el éxito de los esfuerzos para ganar la guerra y el pronto retorno de sus hijos. Algunos de los teóricos del Ejército japonés invocaban su protección sagrada y su apoyo. Desde su punto de vista, les daba la oportunidad divina de terminar definitivamente con el peligro comunista; estaban preparando la invasión de la parte asiática de la Unión Soviética y de tierras siberianas, como parte de los planes generales del Ejército japonés de julio de 1941.

#### Kamikaze
El uso extremado de la tradición puede observarse en la idea de Takijirō Ōnishi de unidades especiales de defensa Kamikaze en activo entre 1944 y 1945. El almirante Soemu Toyoda en un principio se opuso, pero tuvo que reconocer que estas unidades suicidas por sí mismas eran capaces de infligir daños sustanciales a los navíos aliados. Antes de realizar su ataque, los pilotos participaban en una ceremonia, en la que bebían nihonshu, un licor tradicional japonés elaborado a base de arroz. Llevaban a la batalla banderas simbólicas "Kyokujitsu-ki", papeles con plegarias sintoístas escritas, la pistola Nambu o katana reglamentaria y el hachimaki, con la cinta de sol y rayos de la bandera arriba expuesta. Esto conduce a la mítica versión del rechazo a la flota mongol en el siglo XIII, que ya había sido un punto de referencia, cuando las malas condiciones meteorológicas causaron graves daños a la flota estadounidense estacionada en Filipinas.

#### Shiragiku (el crisantemo)

Sello Imperial y Nacional

El shiragiku (literalmente "crisantemo blanco") o flor de crisantemo se utiliza incluso en la actualidad como símbolo imperial. Alude al Trono del Crisantemo, el trono tradicional de los Emperadores de Japón. El grito tradicional ofrecido al Emperador y otros dignatarios o en conmemoraciones especiales era Tenno Heika Banzai (larga vida al Emperador). Se convirtió en el típico grito de guerra o victoria de los japoneses, originariamente para dar ánimo a las tropas imperiales en combate.

### El nacionalismo en la educación
En la educación, se remarcó la importancia de los valores políticos nacionales, la religión y la moralidad. Este énfasis prevaleció desde la Era Meiji. El Estado japonés se modernizó en su organización, aunque conservó su idiosincrasia nacional. Japón iba a convertirse en una potencia, por lo menos tanto como las occidentales, una actitud que se reforzó a partir de 1905. Durante el periodo Showa el sistema educativo se impregnaba de ideología militarista radical, como apoyo al Estado militarizado preparando a sus futuros soldados.
El Gobierno japonés hizo publicar libros de texto oficiales para estudiantes de todos los niveles y reforzó sus enseñanzas mediante actividades culturales, seminarios, etc. Estos cursos culturales se complementaban con entrenamiento militar y de supervivencia ante una hipotética invasión.
En Corea y las provincias ocupadas en China el sistema educativo era distinto, pues a sus ciudadanos no se les consideraba súbditos japoneses de pleno derecho. Por ejemplo, tanto a los coreanos como a los manchúes se les educaba como trabajadores industriales, empleados de oficina o soldados de baja graduación. En Manchuria incluso se cerraron todas las escuelas y universidades.

#### Movilización de la juventud
Aparte del adoctrinamiento en el nacionalismo y la religión, los escolares recibían entrenamiento militar (armamento, combate cuerpo a cuerpo, supervivencia, primeros auxilios). La Federación de Juventudes Imperiales llegó más lejos: los universitarios eran entrenados y reclutados por las unidades militares, las jóvenes recibían cursos de primeros auxilios y los niños trabajaban en fábricas de armamento.

### Las políticas nacionalistas en Japón

#### Origen de las estructuras y partidos nacionalistas

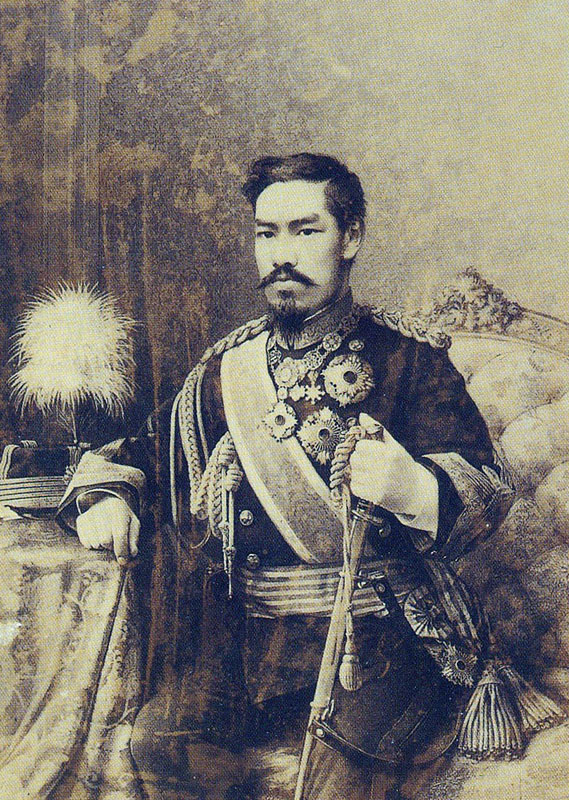
Fue durante el reinado del Emperador Meiji (1867-1912) cuando floreció el nacionalismo japonés expansionista que culminaría tras la derrota de Japón en la Segunda Guerra Mundial.

En 1882 el Gobierno japonés organizó el Teiseito (Partido Gubernamental Imperial), uno de los primeros partidos nacionalistas de la Historia de Japón. Tras la guerra ruso-japonesa, Japón comenzó a denominarse "Dai Nippon Teikoku", estableciéndose como un auténtico imperio que incluía Formosa (1895), la Península de Liaotung y Karafuto (1905), el Mandato sobre el Pacífico Sur (1918-1919) y la voluntad de controlar Corea.
Las guerras contra China y Rusia fueron totales y requirieron un énfasis nacionalista en el sentimiento patriótico. A partir de este periodo, el santuario de Yasukuni Jinja se convirtió en el centro del nuevo sentido patriótico. Durante la década de 1920 el establishment japonés se organizó conceptualmente de la siguiente manera: Nobleza y Aristocracia (Mombatsu); Comerciantes e Industriales (Zaibatsu); militares y clanes de grandes terratenientes (Gumbatsu).
Entre 1926 y 1928 el Gobierno japonés organizó el "Departamento para la Preservación de la Paz" (una especie de policía política), que actuó contra comunistas que proponían un gobierno de tipo socialista. El Ejército organizó el Kempeitai (Policía Militar), de igual manera que en la fuerza naval. Estas fuerzas de seguridad no sólo tenían las competencias de policía militar, además disponían de armas especiales (especialmente los destacamentos en Manchuria) y un departamento político, además de estar relacionados ideológicamente con la facción Kōdōha (brazo político de los militares en el gobierno civil) y las administraciones en los territorios ocupados de Asia-Pacífico.
El 26 de febrero de 1936, una serie de militares partidarios de la instauración de una monarquía absoluta en torno al Emperador de Japón como poseedor del poder absoluto, así como de un exacerbado expansionismo, dieron un golpe de Estado fallido en el que tomaron varios edificios e instalaciones militares en Tokio, consiguiendo asesinar a varios rivales de sus facciones dentro del Ejército Imperial Japonés hasta que se rindieron el 29 de febrero. Este suceso se conoció como el Incidente del 26 de febrero o "Incidente 2-2-6".

#### Realidad del poder político

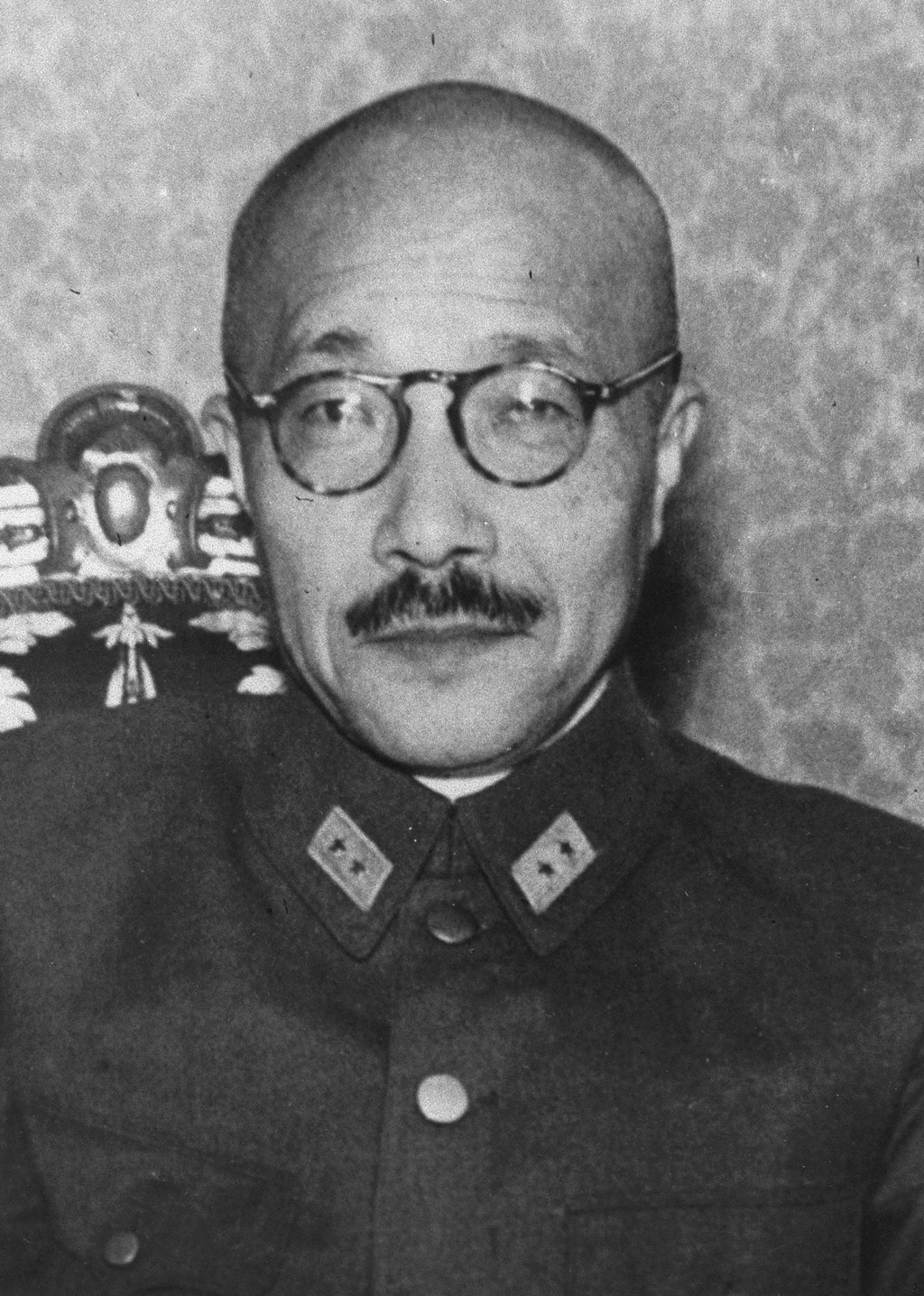
El general Hideki Tojo, que fue primer ministro de Japón entre 1941 y 1944, fue uno de los principales líderes del nacionalismo expansionista japonés.

Para muchos autores, calificar al Japón de 1941 como fascista o totalitario es un error. La "Nueva Estructura" japonesa no dependía de un líder como Benito Mussolini en Italia o Adolf Hitler en Alemania. Los japoneses fueron conducidos hacia un "Estado defensivo" o un "Estado de Consenso", en el cual todos los esfuerzos de la nación eran en busca de objetivos colectivos, guiados por los mitos, Historia y dogmas nacionales, a través de los cuales se obtenía el "consenso nacional". 
En este Estado, la figura central era la del Tenno, el Emperador, tal y como venía siendo desde la Constitución Meiji, que coexistía con los intereses del poder establecido.
Respecto de quién tenía realmente el poder en Japón existen dos versiones. Una dice que el poder lo ejercía el Emperador sobre los militares, la otra valida la "trinidad" arriba mencionada. 
Existe una posición de tipo "realista", que niega que la política fuera un factor influyente: El control real lo tenían los militares, tras los cuales se encontraba el Emperador y el Gobierno (tal y como ocurrió en Manchuria con el Emperador Kangde Puyi). 
Las principales figuras militares fueron: 
- General Hideki Tōjō, Primer Jefe del Kempeitai en Manchukuo, primer ministro, Ministro de Guerra e Interior, también en 1941 jefe del partido Kodoha,
- Teniente General Hyotaro Yamada, Viceministro de Guerra,
- General Sadao Araki, Ideólogo del Ejército, fundador y primer jefe del partido Kōdōha, de extrema derecha nacionalista y durante 1938-39 Ministro de Educación,
- General Hachiro Arita, Ministro de Asuntos Exteriores y estratega militar, que había alcanzado un pacto contra Rusia con las Potencias del Eje,
- General Hajime Sugiyama,
- General Otozo Yamada,
- Almirante Osami Nagano,
- Almirante Koshirō Oikawa, ministro de la Marina.
- Contralmirante Shigeru Fukudome,
- Almirante Shigetaro Shimada,
- Almirante Mineo Osumi, miembro de la nobleza,
- Almirante Teijiro Toyoda, ministro de Comercio, Industria y Asuntos Exteriores,
- General Juichi Terauchi, hijo del Mariscal Masatake Terauchi,
- General Takazo Numata,
- Almirante Isoroku Yamamoto, Jefe de la Flota Combinada del Pacífico, que concibió la Operación Hawái y el ataque a Pearl Harbor,
- Contralmirante Matome Ugaki,
- Vicealmirante Chuichi Nagumo,
- Vicealmirante Takijiro Ohnishi, jefe de la División Naval de Aviación y de la primera Flota Aérea, Comandante en el norte de las Filipinas desde octubre de 1944, conocido como fundador de las fuerzas especiales Kamikaze,
- General Hiroshi Oshima, el oficial en contacto con Alemania, firme partidario de la asociación con los nazis,
- Major-General Kazuo Otani,
- Teniente General Seizo Sakonji, Ministro de Comercio e Industria que sustituyó al Almirante Toyoda.

Entre los industriales de la época destacan los nombres de Mitsui, Mitsubishi (Iwasaki), Sumitomo, Okura, Asano, Kuhara y Yasuda.

#### Doctrinas
La Doctrina Amau (equivalente japonés de la Doctrina Monroe de Estados Unidos) declaraba que Japón asumía toda la responsabilidad de la paz y la estabilidad en Asia. El ministro Hirota proclamó "una zona especial, anticomunista, pro-japonesa y pro-Manchukuo" y que el norte de China era una "parte fundamental de la existencia nacional japonesa", al anunciar como "misión nacional" una especie de guerra divina contra la China y la Unión Soviética.
Durante 1940 el príncipe Fumimaro Konoe proclamó que el Shintaisen (Nueva Estructura Nacional), que aplicaba a Japón un "estado avanzado de defensa nacional". 
Los textos académicos oficiales eran el Kokutai no Hongi y el Shinmin no Michi. Ambos presentaban la visión de un Japón idealizado para unir Oriente y Occidente.

### El nacionalismo japonés contemporáneo
Mediante una compleja mezcla de ideas, doctrinas y acciones nacionalistas, las Fuerzas Imperiales japonesas encontraron apoyo nacionalista, político e ideológico para la lucha en el continente asiático y el Pacífico durante la Segunda Guerra Mundial. La Casa Imperial representaba a la cabeza de la nación y tenía la última palabra en la toma de decisiones. Diferentes puntos de vista coincidieron en la cuestión de la expansión continental y la conquista de la zona del Pacífico. 
Tras la rendición de Japón ante Estados Unidos en agosto de 1945, esta estructura fue desmantelada por las autoridades aliadas de ocupación en Japón y todos los territorios ocupados por los japoneses.

## Las ideas nacionalistas tras la Segunda Guerra Mundial

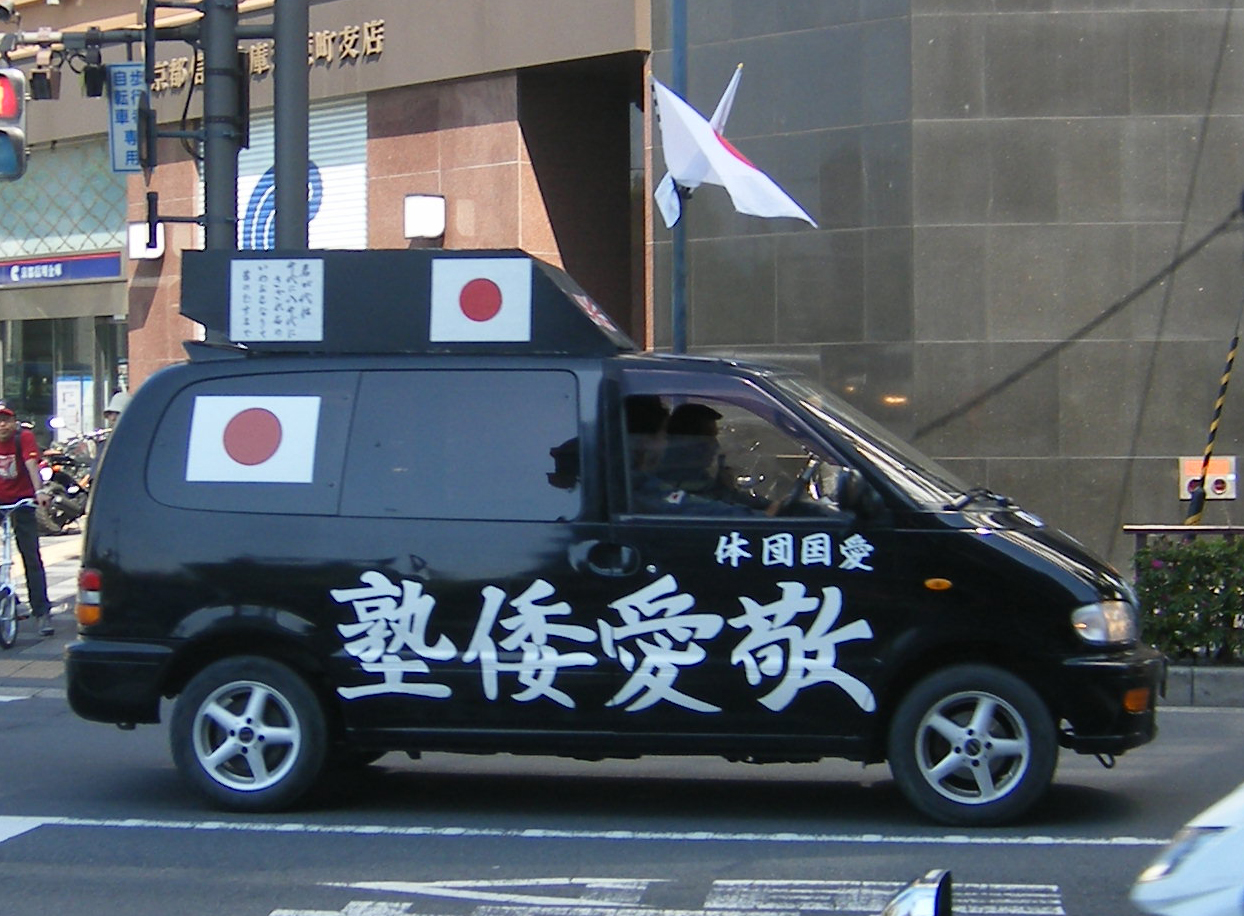
Una furgoneta difunde mensajes de nacionalismo japonés.

En febrero de 1946, el general estadounidense Douglas MacArthur se encargó de redactar una Constitución que sirviera como guía para los japoneses. La intención de Washington era asegurarse que el militarismo japonés quedara totalmente desmantelado a través de reformas fundamentales en el gobierno, la sociedad y la estructura económica. Quizá el efecto que más ha perdurado de esta Constitución es su artículo noveno, que dice:

«Aspirando sinceramente a una paz internacional basada en el orden y la justicia, el pueblo japonés renuncia para siempre a la guerra como derecho soberano de la nación y a la amenaza o uso de la fuerza como medio para resolver las disputas internacionales. Para cumplir el objetivo del párrafo precedente, no existirán fuerzas de tierra, mar o aire ni ningún otro potencial de guerra. No se le reconocerán derechos de beligerancia al Estado».

Tras la renuncia a la guerra y al poder militar, el Gobierno japonés buscó la seguridad ofrecida por los Estados Unidos. Al empezar la Guerra Fría, los norteamericanos iniciaron unas relaciones de proximidad con Japón debido a su ubicación, de importancia estratégica en relación con la URSS. Así, Japón se convirtió para los Estados Unidos en un importante aliado, según palabras de Yasuhiro Nakasone, que fue primer ministro de Japón entre 1982 y 1987, en un "portaaviones imposible de hundir". En línea con estas relaciones de cercanía con los Estados Unidos, desde Japón se deseaba en aquel momento convertirse en "el tercer lado de un triángulo en el que estaban las dos superpotencias". El milagro económico japonés ocurrido en la última mitad del siglo XX disipó el interés de sus ciudadanos por el nacionalismo.
En la actualidad, hay quien percibe que el nacionalismo japonés está volviendo a extender su influencia en la sociedad. Algunos legisladores del Partido Liberal Democrático quieren revisar la Constitución, en especial su artículo 9, explicado más arriba. Otro ejemplo son los libros de Historia en los colegios, que rebajan el expansionismo a ultranza de Japón en la Segunda Guerra Mundial. En 1988, la adopción del himno nacional y la bandera como símbolos de Estado, así como las seis visitas del primer ministro Koizumi al santuario Yasukuni se han entendido como un aumento de la influencia nacionalista. Por otra parte, hay quien afirma que los cambios en los últimos años son una mera afirmación de la confianza del pueblo japonés y señalan que Japón "no es un país más nacionalista que alguno de sus vecinos".
En 2006, miembros de un grupo militante de extrema derecha utilizaron cócteles Molotov y bombas para intimidar a políticos moderados y figuras públicas, incluyendo al antiguo Viceministro de Asuntos Exteriores Hitoshi Tanaka y al presidente de Fuji Xerox, Yotaro Kobayashi. Un exmiembro de un grupo ultraderechista incendió la casa de Koichi Kato, político del PLD. Koichi Kato y Yotaro Kobayashi habían opinado en contra de las visitas de Koizumi al santuario Yasukuni.

## Otras referencias históricas

### Geopolítica de Asia y el Pacífico
- Shaw, B. Earl, article "United States Pacific Defense" en Van Valkenburg, Samuel Book "America at War" Prentice-Hall, (1942).
- Weigerth, W. Hans."Haushofer and the Pacific", Foreign Affairs, XX (1942), P.732-742.
- Mackinder, J. Halford, "Democratic Ideals and Reality", Nueva York, Holt, (1942).
- Bowman, Isaiah. "The New World", Yonker-on-Hudson, World Book, (1928), 4th Ed.